# Conic Hill
Conic Hill è una collina della Scozia, appartenente al gruppo montuoso dei Trossachs.

## Etimologia

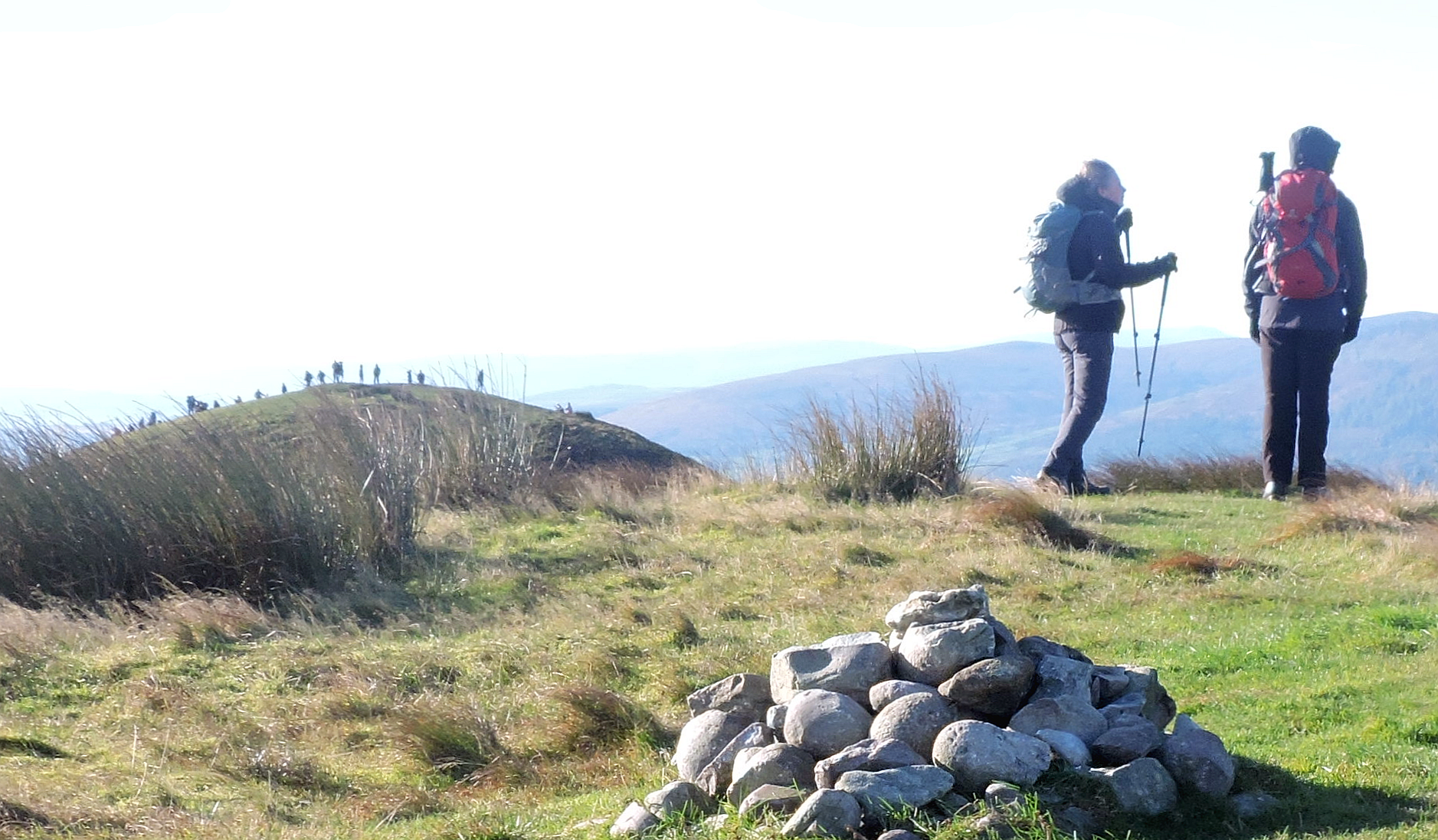
La cima della collina e, sullo sfondo, l'anticima a quota 358 m

Il toponimo "Conic Hill", che in lingua inglese ha il significato di collina conica, deriva dal gaelico "coinneach", che vuole invece dire muschio..

## Caratteristiche
La collina fa parte dell'area dei Trossachs, a nord di Glasgow; sorge sulle rive del Loch Lomond e sovrasta il piccolo centro abitato di Balmaha. La sua parte sommitale è spoglia di vegetazione arborea e comprende alcuni affioramenti rocciosi. Il punto culminante è situato alla quota di 361 m s.l.m.; poco a sud-ovest si trovano due altri rilievi il più occidentale dei quali, situato a quota 358 m s.l.m., è quello dove in genere si fermano i turisti che visitano la montagna.
Il punto culminante è segnato da un ometto in pietrame.

## Geologia
La collina fa parte di una faglia chiamata faglia di confine delle Highlands e che attraversa la Scozia da Arran e Helensburgh, sulla costa occidentale, fino a Stonehaven, sulla costa orientale. 
Geologicamente Conic Hill differisce dalla Highlands perché è composta da robusti conglomerati i cui clasti, della grandezza di ciottoli di fiume, sono cementati tra loro da arenaria rosso scura, un tipo di formazione rocciosa che si ritrova più a sud nella zona delle Lowlands.

## Accesso alla cima

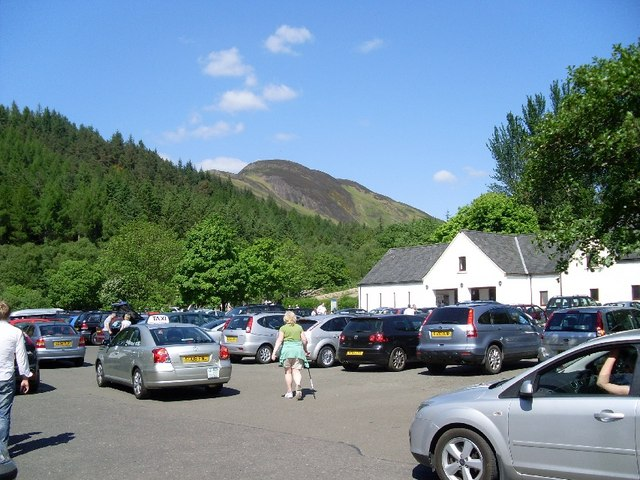
Conic Hill vista dal posteggio del centro visite di Balmaha

La salita alla collina è una escursione molto frequentata sia per la relativa facilità di accesso che per il notevole panorama che si gode dalla sua cima. Questa è raggiungibile con breve tratto di sentiero che si stacca dalla West Highland Way, la quale passa invece a mezzacosta sulle pendici settentrionali della montagna. La partenza può avvenire dal parcheggio di Balmahha, nei pressi del centro visite del parco nazionale Loch Lomond e Trossachs. Il sentiero è per quasi tutto il tragitto chiaramente visibile e piuttosto ampio, e solo in alcuni punti si presenta disagevole perché ripido o perché attraversa zone di nuda roccia. 
 Balmaha oltre che in auto è anche accessibile con il autobus pubblici e con un servizio di traghetti lacustri. 
Dalla cima della collina - o dalla sua anticima sud-occidentale - la vista è molto ampia oltre che sul Loch Lomond e sulle montagne della zona si spinge verso sud fino a Glasgow. Nei giorni di bel tempo è anche possibile distinguere il Goat Fell sull'isola di Arran, che si trova a circa 80 km a sud-ovest di Conic Hill.